# バッキーMショーマ
バッキーMショーマ（別名：増田 匠真）は、日本のダンス振付家、フィットネストレーナー、株式会社ブーミングの代表取締役CEO。
本名は増田 英浩（ますだ ひでひろ）、東洋大学法学部法律学科出身。

## 略歴
- タレント、振付師の吉浦進二(元米米クラブ、CO-IN LOCKERS(ダンスの世界大会「ジャパンダンスディライト」チャンピオン))に師事。現在、ダンス振付業(振付師)、スポーツクラブ等のエクササイズプログラムの開発、振付を行う[1]。
- 日本初！のエクササイズ推進型アーティスト「EX-SIZE」(後のkara-fit)オーディションのプロデュース、審査員を担当[2]。
- 日本初のカラオケしながらフィットネス！「kara-fit」(カラフィット)ダンスダイエットDVDのデビュー時プレスリリース、広報[3]、一部振付等を担当[4]。
- 松竹芸能タレントスクールにてタレント養成スクール講師としてストリートダンス指導、新人タレントの育成(HIPHOP、JAZZ、LOCKIN'、SOUL等)を手掛けている。
- 2014年からクエン酸粉末飲料「シトリックアミノ」を取り扱う株式会社メダリスト・ジャパンの契約選手となる[5]。
- 韓国人のGo.t と sO.y 、 日本人のJeity & Backyで、音楽を通じた日韓友好の架け橋をコンセプトに結成された4人組ヴォーカルグループ 「GoJeSoBa」のメンバーとなる。2015年8月25日に「good bye」のMV完全版をリリース。[6][7]

## 活動実績
- 東洋大学公認ストリートダンスサークルSnow Dancerを創設。初代会長
- エクササイズプログラムの開発、エクササイズ指導「70's～80'sファンキーリズムステップ」　ティップネス喜多見店講師)
- 松竹芸能タレントスクール　タレント養成スクール講師（ ボディメイクダンササイズ開発）（東京校）
- 東京スポーツ新聞「バッキー's ウエストサイズストーリー」健康ダイエットコラム（月間連載中）
- FLASH（光文社「マンガワンピースの名言はビジネスにも使える特集記事」経営コラム(通巻1112号)
- 週刊女性（主婦と生活社）「突撃！NEWSの現場」～イケメンインストラクターにおば様熱狂！カラオケでエクササイズが今話題～(通巻2635号)
- リクナビ「注目の経営者にインタビュー」経営コラム情熱社長「関東の情熱社長～アイ・パッションが選ぶ情熱的な社長のメッセージ集」
- FM81.1エクササイズチャンネルTVメインパーソナリティ

## メディア出演歴

### テレビ番組
- BLITZ INDEX（TBS、2010年12月24日）
- ヒルナンデス（日本テレビ、2012年2月8日）
- スーパーJチャンネル（テレビ朝日、2012年3月6日）

### ドラマ
- スターライト第1話～第3話（テレビ東京、2005年10月 - 2006年01月）- 梶祐介子分 役

### ラジオ
- アポロンの鏡（TOKYO FM、2014年1月29日）
- 渋谷のラジオ　カラオケ部（FM87.6　渋谷のラジオ、2017年4月1日）[8]

### 出版
- 東洋大学出身の挑戦者たち（著者:鈴木　亮平、能崎　真琴、國島　恭史、東洋大学生活協同組合（白山、川越、朝霞キャンパス）、2013年8月20日）-東洋大学の卒業生22人の一人としてインタビュー掲載[9][10]

### 新聞
- バッキー's　ウエストサイズストーリー（東京スポーツ新聞、2017年12月28日発売）-第93巻、「その鼻づまり　鼻ポリープかも」(第18594号、日刊)

### インターネット
- エクササイズチャンネルTV（FRESH! by AbemaTV、2018年1月9日）-メインパーソナリティ　[11]